# Анја Тејлор Џој
Анја Џозефина Мари Тејлор Џој (енгл. Anya Josephine Marie Taylor-Joy; Мајами, Флорида, 16. април 1996) америчко-аргентинско-британска је глумица и манекенка. Прво је постала позната по наступима у фантастичној серији Атлантис (2015), а свој пробој је постигла хорор филмом Вештица (2015), због којег је добила велики број похвала. Даља признања и похвале стекла је у улози Кејси Кук у психолошким хорор филмовима Подељен (2016) и Глес (2019), Лили Рејнолдс у црној комедији Чистокрвне (2017) и улози Еме Вудхаус у комедији-драми Ема (2020).
Тејлор-Џој је такође добила главну улогу у драмској минисерији Минијатуриста (2017), крими-драмској серији Бирмингемска банда (2019) и фантастичној драмској серији Тамни кристал: доба отпора (2019). Добила је признање критике за свој наступ као Бет Хармон у Нетфликс-овој минисерији Дамин гамбит (2020). Била је добитник награде Шопард Трофеј на филмском фестивалу у Кану 2017. године и номинована за награду БАФТА-е за будућу звезду.

## Детињство и младост
Рођена је 16. априла 1996. у Мајамију на Флориди, као најмлађа од шесторо деце. Њена мајка, Џенифер-Марина де Џој, рођена је и одрасла у Замбији, психолог је британског и шпанског порекла. Њен отац британског порекла, Денис Алан Тејлор, Шкот је и био је међународни банкар док није променио каријеру да би постао професионални тркач моторним чамцима и директор приватне компаније за изнајмљивање авиона. Каријера њеног оца помогла је породици да постану држављани Аргентине након што су се преселили у Буенос Ајрес када је била дете.
Анја је живела у Буенос Ајресу до шесте године и преселила се у Викторију у Лондону са осам година. Прелазак у Уједињено Краљевство сматрала је трауматичним и две године је одбијала да говори енглески, јер је веровала да ће то натерати њене родитеље да се преселе назад у Аргентину.
Похађала је припремну школу Хил Хаус у Челсију, затим Нортланд у Аргентини и школу Краљичина Капија у Јужном Кенсингтону.
Тренира балет.

## Каријера
Са 14 година преселила се у Њујорк, а касније је време поделила између Сједињених Држава и Енглеске, такође посетивши Ирску. Са 16 година, Сара Дукас из модне агенција Сторм Менаџмент ју је видела док је шетала испред робне куће, након тога постаје манекенка. Кроз свој манекенски рад упознала се и потписала уговор са глумачким агентом.
Тејлор-Џој је имала прву улогу у хорор комедији из 2014., Вампирска академија, али њена сцена је избрисана из коначног реза. Потом се појавила у епизоди детективске драмске серије Напор из 2014. године и у више епизода фантастично-авантуристичке драмске серије Атлантис из 2015. године.
Истакла се главном улогом у хорор филму Роберта Егерса, Вештица. Филм је премијерно приказан на Филмском фестивалу Санденс 2015. године и имао је позоришно издање 2016. Одбила је истовремену понуду за улогу у Дизнијевој серији како би довршила филм. Филм и изведба су добили признања критике, а она је освојила награду независног филма Готам за новог глумца, награду Емпајер за најбољу нову женску глумицу, награду Фангориа за најбољу глумицу и номинацију за награду Сатурн за најбољи наступ млађег глумца. 
Анја је 2016. глумила у научно-фантастичном хорор филму Морган, редитеља Лука Скота. Филм је објављен у септембру 2016. Исте године је играла Шарлот Бауман, једну од блиских пријатељица Барака Обаме, у драмском филму Викрама Гандија, Бери, који се фокусирао на младог Обаму 1981. у Њујорку.
2017. године стекла је додатно признање за главну улогу у хорор трилеру Подељен. Глумила је Кејси Кук, тинејџерку коју је отео мистериозни човек са више личности. У 2017. глумила је Ели у хорор мистериозном филму Коштана срж и мрачном комедиографском трилеру Чистокрвне. Касније је глумила у драмској минисерији Минијатуриста, која је премијерно изведена у децембру 2017. године са позитивним критикама. Била је главна звезда у Скрилексовом музичком споту.
2017. године је номинована за награду БАФТА за будућу звезду. Исте године награђена је престижном наградом на Филмском фестивалу у Кану, коју жири професионалаца додељује младим глумцима како би препознали и подстакли њихову каријеру.
Тејлор-Џој је 2019. године поновила улогу Кејси Кук у психолошком суперхеројском филму Глес, последњем делу серије филмова Нераскидиви. Такође се појавила у документарном филму С љубављу, Антоша, који се фокусирао на њеног покојног колегу Антона Јељчина, анимираном музичко-авантуристичком филму Плејмобил: Филм, и као Ирена Кири у биографском драмском филму Радиоактивнo. У 2019. години, добила је улогу у хваљеној криминалистичкој драмској серији Бирмингемска банда . Глуми Ему Вудхаус у комично-драмском филму који је адаптација истоименог романа Џејн Остин из 1815. године. Филм је објављен у фебруару 2020. године са повољним критичким пријемом и успехом на благајнама.
2020. године је играла у Нетфликс-овој минисерији Дамин Гамбит као Бет Хармон, шаховско чудо које се бори са зависношћу у потрази да постане највећи светски шахиста. Њен наступ је стекао велики број признања:
Дарен Франич из Ентертејнмент викли назвао ју је „мрачно фасцинантном главном улогом“ и додао да „Тејлор-Џој бриљира у тихим тренуцима, док јој се капци сужавају кад десеткује противника, а цело тело показује бесни очај када се игра окрене против ње“.The Queen's Gambit plays familiar moves with style and star power: Review.
Керолин Фрамке из Варајети часописа изјавила је да је Анја „толико магнетна да када се загледа у објектив камере, њен кремени поглед прети да те пресече кроз њега".‘The Queen’s Gambit,’ Starring a Magnetic Anya Taylor-Joy, Is a Shrewd Study of Genius: TV Review.

## Филмографија
| Година | Назив филма                          | Улога                    |
| ------ | ------------------------------------ | ------------------------ |
| 2015   | Вештица: Народна прича Нове Енглеске | Томасин                  |
| 2016   | Морган                               | Морган                   |
| 2016   | Бери                                 | Шарлот Бауман            |
| 2016   | Подељен                              | Кејси Кук                |
| 2017   | Коштана срж                          | Ели                      |
| 2017   | Чистокрвне                           | Лили Рејнолдс            |
| 2019   | Глес                                 | Кејси Кук                |
| 2019   | С љубављу, Антоша                    | Анја Тејлор Џој          |
| 2019   | Плејмобил: Филм                      | Марла Бренер             |
| 2019   | Радиоактивно                         | Ирен Кјури               |
| 2020   | Ема                                  | Ема Вудхаус              |
| 2020   | Нови мутанти                         | Илијана Распућин / Меџик |
| 2021   | Прошле ноћи у Сохоу                  | Сенди                    |
| 2022   | Северњак                             | Олга                     |
| 2022   | Амстердам                            | Либи Воуз                |
| 2022   | Мени                                 | Марго                    |
| 2023   | Супер Марио браћа: Филм              | Принцеза Бресквица       |
| 2024   | Дина: Други део                      | Алија Атреид             |
| 2024   | Фуриоза: Побеснели Макс сага         | Императорка Фуриоза      |
| 2025   | Клисура                              | Драса                    |